# Границы отображения

Размеры зон безопасности для разных форматов экрана стандарта 576i при использовании цифрового анаморфирования. Зеленой рамкой обозначена сюжетно важная часть промежуточного кадра 14:9

Грани́цы отображе́ния, Безопа́сные о́бласти экра́на — условные границы кадра кино и телевидения, ограничивающие области гарантированного отображения сюжетно важной информации.

## Назначение
В начале развития технологий телевидения стандартизация отображаемой части телевизионного растра затруднялась формой первых кинескопов с закруглённым экраном и колебаниями размеров из-за несовершенства цепей питания. 
Необходимость согласования разных устройств отображения выразилась в распределении «областей безопасности» телеэкрана, которые также нашли своё отражение в кинематографических стандартах разметки видоискателей. Многообразие кинематографических систем с разным соотношением сторон экрана и необходимость согласования широкоэкранных форматов с телевизионным кадром вынуждала ограничивать определённые зоны кадра их разметкой в видоискателе:
- Сюжетно важная часть кадра (англ. Action safe area): часть изображения, в пределах которой должны отображаться сюжетно важные объекты. На отдельных телевизорах или при переводе в другой формат кадра эта часть может быть обрезана. Может считаться границей телевизионного кадра с учётом вылетов развёртки. Для кинокадра существует понятие «сюжетно важное поле телевидения», специально размечаемое на матовом стекле. Эта граница предназначена для согласования будущего кадра при телекинопроекции[2];
- Допустимая область титров и графики (англ. Title safe area): область изображения, которая на правильно настроенном телевизоре никогда не выйдет за экран. В этой области можно свободно рисовать текст и графику, не боясь, что зритель что-то упустит. Зона безопасного отображения титров и графики находится внутри сюжетно важной области.

В отличие от бытовых телеприёмников, профессиональное оборудование показывают всю активную область изображения, для точного контроля композиции. Студийные мониторы и электронные видоискатели передающих камер настроены для показа этой области так, чтобы студийный персонал мог обеспечить отсутствие в кадре посторонних предметов: микрофонов, осветительных приборов, кабелей. Этот режим называется Underscan — сжатая развёртка, когда растр меньше размеров экрана.
Все эти области размечаются на видоискателях профессиональных киносъёмочных аппаратов, видеокамер и на студийных мониторах для точного кадрирования и нормированы международными соглашениями. Разметка видоискателей приобретает особое значение в случае использования техники скрытого кашетирования.

## Размеры областей кадра
Размеры областей отображения зависят от соотношения сторон кадра и применяемого стандарта разложения, однако в настоящее время действует так называемый «переходный» формат 14:9. Его использование обусловлено переходом мирового телевещания от аналоговых технологий, основанных на кадре 4:3 к цифровым, стандартным для которого является кадр 16:9. Использование переходного кадра со скрытым кашетированием позволяет одновременное вещание одного и того же контента в разных форматах с минимальными потерями. Рамка 14:9 наносится также на видоискателях кинокамер формата «Супер-16», особенно популярных для съёмки телесериалов, и имеющих близкое соотношение сторон 15:9.
Поэтому зоны безопасного отображения выбираются, отталкиваясь от кадра 14:9 с различным отступом от его краёв, который закладывается производителями телевизионного и кинооборудования на основе собственных представлений, никак не стандартизированных. Разные производители закладывают от 5 до 10% размера кадра для сюжетно важной области, и вдвое больше для допустимой области титров.
В таблице приводятся величины отступа в разных вещательных стандартах:
|                         | Сюжетно важная область | Сюжетно важная область | Допустимая область титров | Допустимая область титров |
|                         | Вертикальный           | Горизонтальный         | Вертикальный              | Горизонтальный            |
| 4:3                     | 3.5%                   | 3.3%                   | 5.0%                      | 6.7%                      |
| 16:9                    | 3.5%                   | 3.5%                   | 5.0%                      | 10.0%                     |
| 14:9 (выведено на 16:9) | 3.5%                   | 10.0%                  | 5.0%                      | 15.0%                     |
| 4:3 (выведено на 16:9)  | 3.5%                   | 15.0%                  | 5.0%                      | 17.5%                     |
Нормативы разработчиков игр Microsoft Xbox рекомендуют 85% ширины и высоты экрана или область титров 7,5% на сторону. Для корректного отображения безопасной зоны на экранах с различным соотношением сторон, вместе с видеопотоком передаётся служебная информация WSS (англ. Wide Screen Signaling) или AFD (англ. Active Format Description). На основе этой кодировки приёмные устройства автоматически распознают сюжетно важную часть кадра и при необходимости достраивают его экранным каше до нужных пропорций. 
В кинопроизводстве размеры областей отображения разных кинематографических систем различны. Отечественные нормативы предусматривали на кинокадре классического формата и УФК сюжетно важное поле для телевидения размером 18,11×13,58 миллиметров, что составляло менее 70% площади кадрового окна киносъёмочного аппарата 16,0×21,96 мм. По нормативам ISO сюжетно важное поле телевидения должно занимать на кинокадре с классическим соотношением сторон 0,87 высоты и 0,81 ширины. Это в равной мере относится к 35-мм и 16-мм киноплёнкам. Допустимое поле титров должно занимать ещё меньшую площадь: 0,75 высоты и 0,73 ширины. Для современного формата «Супер-35» размеры аналогичного поля подбираются, исходя из применяемого шага кадра и назначенного соотношения сторон с учётом скрытого кашетирования. В большинстве случаев при телекинопроекции используется большая часть кадра, чем при печати широкоэкранных фильмокопий, поэтому сюжетно-важное поле ТВ этого и других производственных форматов превышает размеры кинотеатрального кадра.